# 田舎館村立田舎館小学校
田舎館村立田舎館小学校（いなかだてそんりつ いなかだてしょうがっこう）は、青森県南津軽郡田舎館村にある公立小学校。本項では、西小学校の沿革についても、併せて記述する。光田寺小学校については、該当記事を参照。

## 概要
田舎館村畑中字藤巻で40年の歴史を持っていたが2011年（平成23年）3月に閉校、光田寺小学校、西小学校と合併し、西小学校の地である田舎館村大字大根子牧ヶ袋に、2011年4月に新たな小学校として開校した。
校歌の作詞は児童文学作家の鈴木喜代春、作曲は笹森建英（弘前学院大学教授）が行っている。

## 沿革

### 田舎館小学校
- 1970年（昭和45年）
  - 3月31日 - 垂柳・畑中両小学校で、閉校記念式典挙行。
  - 4月1日 - 垂柳小学校と畑中小学校が統合し、田舎館小学校開校。
- 1972年（昭和47年）9月14日 - 田舎館小学校が、大字畑中字藤巻124番地の新校舎に移転。
- 1973年（昭和48年）9月 - 校舎落成式挙行。
- 1975年（昭和50年）9月6日 - 田舎館小学校校歌完成披露式挙行。
- 2011年（平成23年）4月1日 - 田舎館（旧）・光田寺・西の各小学校を統合し、田舎館小学校（新）開校。校舎は、西小学校の校舎を使用する。

### 西小学校
- 1982年（昭和57年）7月 - 大根子・川部両小学校統合対策協議会が組織される。
- 1983年（昭和58年）
  - 5月 - 田舎館村教育委員会は、「大根子・川部両小学校を昭和61年3月31日をもって廃止し、両校の学区をもって田舎館村立西小学校（当時は仮称）を61年4月1日までに設置する。」との決定をした。
  - 7月 - 村議会にて、川部・大根子の両小学校を統合し、西小学校を建築することを決定。
- 1984年（昭和59年）8月 - 大字大根子字牧ヶ袋80番地で、校舎建築工事開始。
- 1985年（昭和60年）
  - 9月22日 - 大根子小学校で、閉校記念式典挙行。
  - 9月29日 - 川部小学校で、閉校記念式典挙行。
  - 11月25日 - 西小学校新築落成記念式典が、田舎館村合併30周年記念・高架水槽落成・川部駅前区画整理事業完全式典と共に、西小学校体育館で挙行された。
- 1986年（昭和61年）4月1日 - 川部・大根子両小学校が統合し、西小学校開校。
- 2011年（平成23年）3月31日 - 本校・田舎館・光田寺の各小学校の統合により、閉校。なお本校校舎は、統合田舎館小学校の校舎として、継続使用。

## 進学先中学校
- 田舎館村立田舎館中学校

## 周辺
- 青森県道136号常盤新山線
- 浅瀬石川
- JR奥羽本線 - 線路がすぐそばを通るだけで、川部駅は離れている。

## アクセス
- JR奥羽本線・五能線川部駅から、徒歩約1km強・約16分。

## 参考資料
- 「学校沿革 小学校 田舎館小学校」『青森県教育史 別巻』青森県教育委員会、1973年12月20日、794頁。ASIN B000J7JCJY。
- 『田舎館村史 下巻』（田舎館村・2000年7月31日発行）
  - 941頁～943頁「第6編 田舎館村の教育(下)・第3章 戦後の学校教育・田舎館小学校の誕生」
  - 955頁～959頁「第6編 田舎館村の教育(下)・第3章 戦後の学校教育・西小学校の誕生」